# 寒竹伸一
寒竹 伸一（かんたけ しんいち、1955年-　）は、日本の建築家、都市計画家。株式会社ブラハマアソシエイツ都市建築研究所代表取締役社長、静岡文化芸術大学デザイン学部空間造形学科学科長。

## 経歴
福岡県出身。
1978年（昭和53年）。東京大学工学部建築学科卒業。
1980年（昭和55年）東京大学大学院工学系研究科建築専門課程修士課程修了。
1980年（昭和55年）～1989年。丹下健三都市建築設計研究所勤務。海外業務を多数担当。
1985年（昭和60年）～1987年（昭和62年）、国土庁大都市圏整備局計画課出向。第四次全国総合開発計画、首都圏基本計画、首都圏整備計画を担当。
1987年（昭和62年）～1989年丹下健三都市建築設計研究所取締役就任。
1989年株式会社ブラハマアソシエイツ都市建築研究所設立。
1989年SDレビュー入選。
1992年（平成4年）新潟県荒川橋指名コンペティション最優秀賞。
1996年（平成8年）～2002年（平成14年）上越市都市建築総合アドバイザー。
2002年（平成14年）～2003年（平成15年）.浜松東第一地区市街地開発調査委員会委員長。
2003年（平成15年）～2004年（平成16年）、2004年（平成16年）～2006年（平成18年）、2006年（平成18年）～2007年（平成19年）静岡県PFI事業者選定審査会委員。
2007年（平成19年）、2008年（平成20年）静岡市プロポーザルコンペ審査会委員長。
2009年（平成21年）、静岡市景観審議会委員長。
作品・プロジェクト
- 日本理化学薬品本社ビル（1997年）
- 新潟県高田市の一連の作品（高田ターミナルホテル、1997年、雁木通りプラザ、1996年、高田平成新雁木、1995年と2007年、高田橋、1998年、高田駅前広場、1998年）
- 熱海ゲストハウス（2005年、2008年、2009年）
- 佐渡空港基本計画･周辺地区計画（1994年）
- 福岡・鎌倉学園（1991年、1997年、2007年）
- 新山の下排水機場（1999年）
- ラ・ガリソンヌ（東京、1991年）
- シグマハウス（東京都、1992）
- 吉原組本社（新潟県、1992）
- 授産施設つくし工房（新潟県、1992）
- ホテルBAN3（東京都、1993）
- コルティーレ（東京都、1994）
- 神奈川県遊技場協同組合会館（1994年）
- シドニー・ハイストーンホテル（1995年）
- 特別公共賃貸住宅（新潟県、2000）
- 小林古径美術館（新潟県、2001）
- ベラコルテ（東京都、2002）
- アーバンビレッジ（新潟県、2002）
- 上越マリーナ（新潟県、2002）
- 福岡銀行支店（西陣・天神・小倉支店（福岡、2002、2003、2004）
- マレーシア・デッサルリゾートマスタープラン（1992）
- 古正寺地区計画（新潟県、1996）
- サイパンリゾートマスタープラン（2001）
- 荒川橋（新潟県、1993）
- 入広瀬ハーブ香園（新潟県、1997）
- 直江津駅駅前広場（新潟県、1999）
- 長岡の公園（新潟県、2005）